# إريك إي. ليمان
إريك إي. ليمان (بالألمانية: Erik E. Lehmann)‏ هو اقتصادي ألماني، ولد في 1963.